# 県道141号 (台湾)
県道141号（けんどう141ごう）は、彰化県埔心郷から雲林県林内郷を結ぶ、全長23.802kmの台湾の県道である。

## 通過する自治体
- 彰化県
  - 埔心郷
  - 員林市
  - 社頭郷
  - 田中鎮
  - 二水郷
- 雲林県
  - 林内郷

## 接続する道路
- 県道148号
- 台1線
- 県道150号
- 県道152号
- 台3線

## 施設
- 饒明国小学校
- 国立彰化啓智学校
- 復興国小学校